# Stanisław Manuzzi
Stanisław Manuzzi (ur. ok. 1773, zm. 23 marca 1823 w Ucianie) – starościc opeski, syn Mikołaja, agenta Grigorija Potiomkina..
Poseł powiatu brasławskiego na Sejm Czteroletni w 1790 roku.  Należał do prorosyjskiego obozu przeciwników reform. Konsyliarz Generalności Koronnej i Litewskiej i konsyliarz powiatu brasławskiego w  konfederacji targowickiej, wyznaczony przez konfederację targowicką do sądów ulitimae instantiae Wielkiego Księstwa Litewskiego w 1793 roku. Obity w Warszawie przez przeciwników targowiczan.  Poseł na sejm grodzieński (1793) od Litwy z województwa inflanckiego, członek konfederacji grodzieńskiej 1793 roku.
Komisarz Komisji Policji Wielkiego Księstwa Litewskiego w 1793 roku.